# Cratère du lac Saint-Martin
Le cratère du lac Saint-Martin, qui a donné naissance au lac Saint-Martin, est situé à Gypsumville, au Manitoba (Canada), à 220 km au nord-ouest de Winnipeg. Bien que des anomalies locales aient été relevées dès 1859, ce n'est qu'en 1968 que l'origine météorique du cratère a été confirmé. Il est le point central d'un impact d'une quarantaine de kilomètres de diamètre. Le lac Saint-Martin ne constitue qu'une partie de ce cratère avec ses 23 kilomètres de long.
Il serait issu d'un astéroïde Apollon et est rempli de roches de types inhabituels.
Ce cratère est rempli par les eaux du lac Saint-Martin provenant de la rivière Dauphin, elle-même étant un émissaire du lac Manitoba, qui forme une large dépression peu profonde sur une couche plane de roches carbonatées paléozoïques entre le lac Winnipeg et le lac Manitoba.
Il semble que ce cratère pourrait avoir été formé en même temps que ceux du réservoir Manicouagan et de l'astroblème de Rochechouart-Chassenon par la chute d'un ensemble d'astéroïdes, dont les blocs seraient tombés les uns derrière les autres en formant une chaîne, ou une catena. 
Le cratère du lac Saint-Martin est situé à environ 50 km du cratère du lac High Rock, petit cratère d'environ 2,5 km. Il est toutefois certain qu'il ne s'agit là que d'un hasard, puisque ce dernier cratère a environ 400 Ma.

## Source
- Barry Bannatyne, Hugh McCabe, Manitoba Crater Revealed
- Manitoba's Mineral Ressources, Manitoba Geology